# Hermann von Wissmann (Schiff)

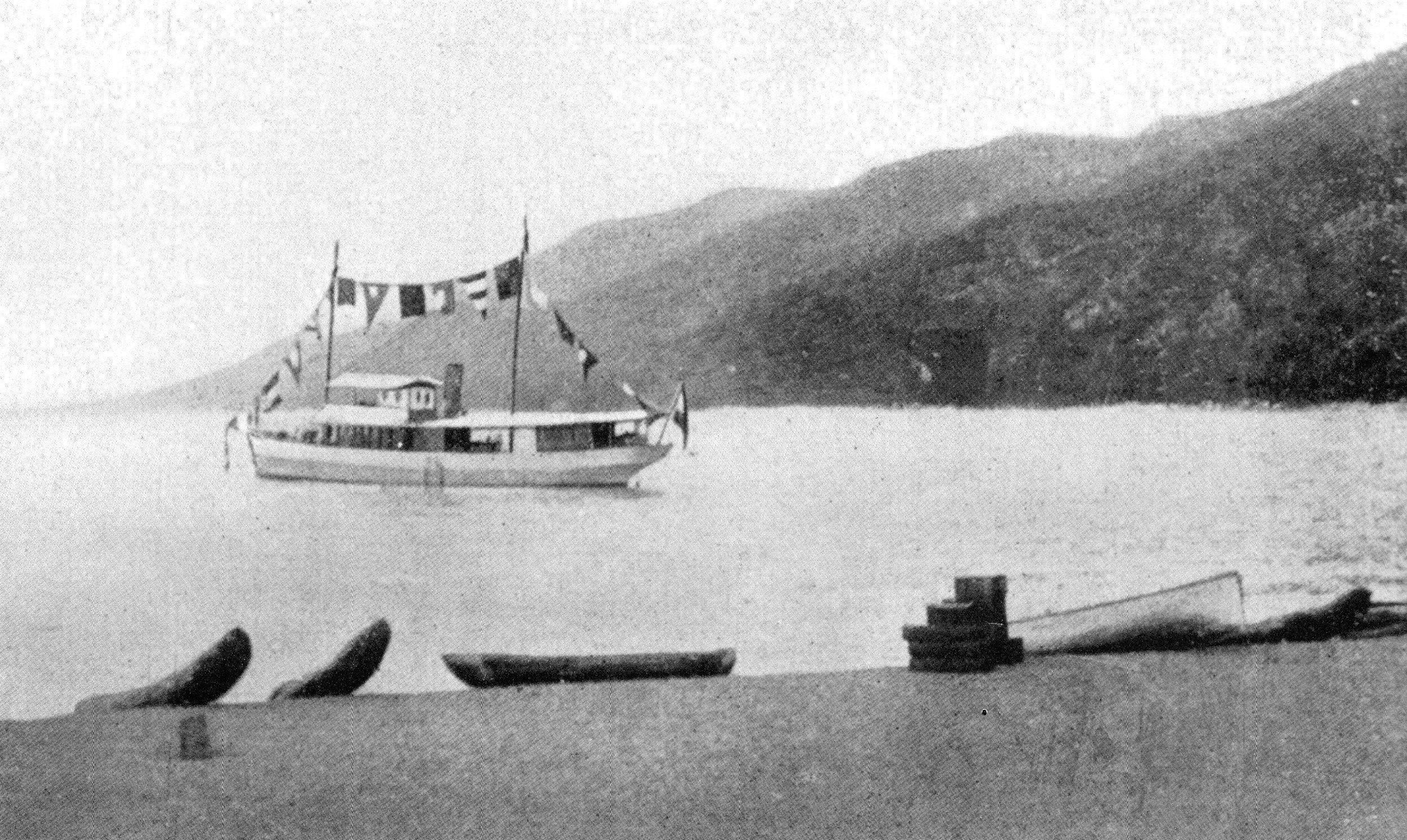
Dampfer Hermann von Wissmann in Langenburg. Aufnahmedatum und Aufnahmeort unbekannt.

Die Hermann von Wissmann (später King George, danach Mlonda) war ein bewaffneter deutscher Regierungsdampfer und von 1893 bis 1914 auf dem Nyassasee für die Kolonialregierung Deutsch-Ostafrikas eingesetzt. Das Schiff war anfänglich für die Bekämpfung des Sklavenhandels auf dem See beschafft worden. Als seine Hauptaufgabe ergab sich die Verbindung der Küstenorte und Stationen am mit Landwegen nicht erschlossenen östlichen Seeufer, das zur deutschen Kolonie gehörte. Er wurde zu Beginn des Ersten Weltkriegs 1914 von britischen Truppen zuerst unbrauchbar gemacht und 1915 von einem britischen Landungskorps stärker zerstört. Später wurde er von britischer Seite wieder instand gesetzt und diente zuerst als Kanonenboot, schließlich als Frachtschiff.

## Finanzierung und Herstellung
Hermann von Wissmann war gegen Ende des 19. Jahrhunderts als Forschungsreisender in Afrika und Schriftsteller, erster Kommandeur der Schutztruppe für Deutsch-Ostafrika und später auch Gouverneur von Deutsch-Ostafrika bekannt geworden. Bei einem Deutschlandaufenthalt 1889/1890 trat er in Köln auf einer Massenversammlung der deutschen Antisklavereivereine auf und warb für den Plan, mit einem Schiff auf dem Viktoriasee gegen den Sklavenhandel zu kämpfen. Hierauf brachte er 250.000 Goldmark zusammen und gab den Bau eines Schiffes in Auftrag.

## Besondere Konstruktionsmerkmale
Da der Dampfer auf innerafrikanischen Seen eingesetzt werden sollte und daher relativ klein konzipiert war, schied eine eigene Überfahrt nach Ostafrika von vornherein aus, zumal keine Wasserstraßenverbindung von der Küste ins Inland bestand. Er wurde daher als Bausatz konstruiert.
Die Größe der Einzelteile war auf 30 kg berechnet worden; die übliche Last, die ein ostafrikanischer Träger auf dem Kopf transportieren konnte. Über 20 Bauteile wogen jedoch zwischen 350 und 400 kg. Für sie wurden eigene zweirädrige Karren gebaut.
Der Brennstoffverbrauch des Schiffes lag bei 1 m3 Holz pro Fahrtstunde. Es wurden zwei Stahljollen als Beiboote mitgeführt. Als Besonderheit war die elektrische Beleuchtung mit Scheinwerfer erwähnenswert. Die Bewaffnung bestand aus einer 3,7 cm Revolverkanone.
Der Dampfer wurde auf der Werft nicht zusammengebaut, sondern die Einzelteile wurden verpackt und mit den Dampfern Bundesrath und Reichstag der Deutschen Ostafrika-Linie nach Saadani (nördlich von Daresalaam) transportiert.

## Transport nach Ostafrika
Die Hermann von Wissmann war anfänglich für den Dienst auf dem Viktoriasee vorgesehen gewesen. Als sie in Saadani eintraf, hatte die Schutztruppe für Deutsch-Ostafrika gerade ihre erste Niederlage beim Angriff auf die noch unabhängigen Wahehe eingesteckt, sodass der Transportweg zum Viktoriasee zu unsicher war. Der ebenfalls erwogene Transport zum Tanganjikasee erschien ebenfalls unsicher und sehr teuer. Auf Anraten von Wissmann entschied sich das Anti-Sklaverei-Komitee, den Dampfer nun auf dem Nyassasee einzusetzen.
Dazu wurden die Einzelteile auf dem Küstendampfer Peters und dem Schlepper Pfeil entlang der ostafrikanischen Küste bis nach Chinde an der Sambesi-Mündung in Portugiesisch-Ostafrika (heute Mosambik) transportiert.
In Chinde wurden 140 Askaris angeworben und die Bauteile auf vier Leichter umgeladen. Am 14. Juli 1892 ging der erste Transport unter Leitung von Wissmann aus Chinde ab.
Mit Hilfe der beiden britischen Flusskanonenboote Herald und Musquito wurden die Leichter über Misongue an der Mündung des Shire und dann den Shire hinauf bis nach Port Herald (heute: Nsanje) im südlichen Nyassaland geschleppt.
Auf dem Weitertransport ab Port Herald musste aufgrund des niedrigen Wasserstands die Ladung teilweise neben den Leichtern her bis zu den Wasserfällen des Shire getragen werden; über die Wasserfälle hinweg wurde wieder alles getragen und schließlich in Mponda der Rumpf ab Ende Dezember 1892 zusammengesetzt.
Am nordöstlichen Ufer des Nyassasees wurde auf deutschem Gebiet in der Rumwira-Bucht ein Landeplatz gefunden, wo man die Station Langenburg gründete und die Endmontage des Dampfers vornahm. Den Rumpf der Hermann von Wissmann hatte das britische Kanonenboot Dove dorthin geschleppt.
Am 22. September 1893 wurde die Hermann von Wissmann in Langenburg in Dienst gestellt.

## Verwendung auf dem Nyassasee
Von 1893 bis 1914 wurde die Hermann von Wissmann zum Polizei- und Zolldienst und als Transporter eingesetzt.

## Ende
Am 13. August 1914 setzte der britische bewaffnete Dampfer Gwendolin (andere Schreibweisen: Gwendolen oder Gwendolyn) in Sphinxhafen ein Landungskorps aus, das den Kapitän und den Maschinisten der Hermann von Wissmann, die noch nichts vom Kriegsausbruch erfahren hatten, gefangen nahm. Durch die Entfernung und Mitnahme von wichtigen Maschinenteilen wurde die Hermann von Wissmann unbrauchbar gemacht. Die Briten montierten ebenfalls das Revolvergeschütz ab und nahmen dieses an sich.
Bei einer zweiten Landung von britischen Truppen in Sphinxhafen am 30. Mai 1915 wurde der Dampfer stärker beschädigt. 1916 wurde das Gebiet von britischen Truppen besetzt. Der Dampfer wurde 1919 wieder instand gesetzt und diente bis 1920 als HMS King George. Ab 1920 wurde der Dampfer unter dem Namen Mlonda als Frachtschiff genutzt und 1950 abgebrochen.